# 21. Kanadisches Kabinett
Das 21. Kanadische Kabinett (engl. 21st Canadian Ministry, franz. 21e conseil des ministres du Canada) regierte Kanada vom 4. Juni 1979 bis zum 2. März 1980. Dieses von Premierminister Joe Clark angeführte Kabinett bestand aus Mitgliedern der Progressiv-konservativen Partei.

## Minister
| Amt                                                              | Name | Zeitraum |
| ---------------------------------------------------------------- | --- | --- |
| Premierminister                                                  | Joe Clark | 4. Juni 1979 – 2. März 1980 |
| Außenminister                                                    | Flora Isabel MacDonald | 4. Juni 1979 – 2. März 1980 |
| Justizminister und Attorney General                              | Jacques Flynn | 4. Juni 1979 – 2. März 1980 |
| Verteidigungsminister                                            | Allan McKinnon | 4. Juni 1979 – 2. März 1980 |
| Finanzminister                                                   | John Crosbie | 4. Juni 1979 – 2. März 1980 |
| Minister für nationale Einkünfte                                 | Walter David Baker | 4. Juni 1979 – 2. März 1980 |
| Verkehrsminister                                                 | Donald Mazankowski | 4. Juni 1979 – 2. März 1980 |
| Umweltminister                                                   | John Allen Fraser | 4. Juni 1979 – 2. März 1980 |
| Arbeitsminister                                                  | Lincoln Alexander | 4. Juni 1979 – 2. März 1980 |
| Minister für nationale Gesundheit und Wohlfahrt                  | David Crombie | 4. Juni 1979 – 2. März 1980 |
| Landwirtschaftsminister                                          | John Wise | 4. Juni 1979 – 2. März 1980 |
| Minister für Fischerei und Ozeane                                | James McGrath | 4. Juni 1979 – 2. März 1980 |
| Industrie-, Handels- und Gewerbeminister                         | Robert de Cotret | 4. Juni 1979 – 2. März 1980 |
| Minister für Energie, Bergbau und Ressourcen                     | Ray Hnatyshyn | 4. Juni 1979 – 2. März 1980 |
| Wissenschafts- und Technologieminister                           | Ray Hnatyshyn Heward Grafftey                                                                                                | 4. Juni 1979 – 8. Oktober 1979 9. Oktober 1979 – 2. März 1980                                                                                  |
| Minister für Kommunikation                                       | David Macdonald | 4. Juni 1979 – 2. März 1980 |
| Minister für Versorgung und Dienstleistungen                     | Roch La Salle | 4. Juni 1979 – 2. März 1980 |
| Postminister                                                     | John Allen Fraser | 4. Juni 1979 – 2. März 1980 |
| Minister für Konsumenten- und Unternehmensangelegenheiten        | Allan Lawrence | 4. Juni 1979 – 2. März 1980 |
| Minister für staatliche Bauvorhaben                              | Erik Nielsen | 4. Juni 1979 – 2. März 1980 |
| Minister für Beschäftigung und Einwanderung                      | Ronald Atkey | 4. Juni 1979 – 2. März 1980 |
| Minister für Indianerangelegenheiten und Entwicklung des Nordens | Jake Epp | 4. Juni 1979 – 2. März 1980 |
| Minister für regionale wirtschaftliche Expansion                 | Elmer MacKay | 4. Juni 1979 – 2. März 1980 |
| Minister für wirtschaftliche Entwicklung                         | Robert de Cotret | 4. Juni 1979 – 2. März 1980 |
| Minister für Veteranenangelegenheiten                            | Allan McKinnon | 4. Juni 1979 – 2. März 1980 |
| Beigeordneter Verteidigungsminister                              | vakant | 4. Juni 1979 – 2. März 1980 |
| Staatssekretär für Kanada                                        | David Macdonald | 4. Juni 1979 – 2. März 1980 |
| Präsident des Schatzamtausschusses                               | Sinclair Stevens | 4. Juni 1979 – 2. März 1980 |
| Präsident des Kronrates                                          | Walter David Baker | 4. Juni 1979 – 2. März 1980 |
| Solicitor General                                                | Allan Lawrence | 4. Juni 1979 – 2. März 1980 |
| Fraktionsvorsitzender der Regierungspartei im Senat              | Jacques Flynn | 4. Juni 1979 – 2. März 1980 |
| Staatsminister (mit unterstützenden Aufgaben)                    | Martial Asselin William H. Jarvis Heward Grafftey Perrin Beatty Robert Howie Steve Paproski Ronald Huntington Michael Wilson | 4. Juni 1979 – 2. März 1980 4. Juni 1979 – 2. März 1980 4. Juni 1979 – 8. Oktober 1979 4. Juni 1979 – 2. März 1980 4. Juni 1979 – 2. März 1980 |